# The Clan of the Cave Bear
The Clan of the Cave Bear (bra A Tribo da Caverna do Urso) é um filme norte-americano de 1986, do gênero aventura, dirigido por Michael Chapman e estrelado por Daryl Hannah e Pamela Reed.

## Sinopse
Pré-história. Os últimos neandertais estão sendo substituídos paulatinamente pelos superiores cro-magnons. Uma tribo neandertal errante adota uma criança, Ayla. Ela cresce alta, ágil e inteligente. Com o tempo, começa a questionar a supremacia masculina, pois não entende, por exemplo, porque somente os homens podem manipular armas e começa a praticar com uma versão simples e efetiva de funda. Em seguida, passa a criticar a política sexual da tribo... Seguem-se outras posturas feministas, para as quais a tribo faz vista grossa porque se aproveita de suas habilidades, eis que ela aprendeu a contar e tornou-se auxiliar da curandeira da tribo.

## Premiações
| Patrocinador                                  | Prêmio | Categoria                    | Situação |
| --------------------------------------------- | ------ | ---------------------------- | -------- |
| Academia de Artes e Ciências Cinematográficas | Oscar  | Melhor Maquiagem e Penteados | Indicado |

## Elenco
| Ator/Atriz             | Personagem        |
| ---------------------- | ----------------- |
| Daryl Hannah           | Ayla              |
| Pamela Reed            | Iza               |
| James Remar            | Creb              |
| Thomas G. Waites       | Broud             |
| John Doolittle         | Brun              |
| Curtis Armstrong       | Goov              |
| Martin Doyle           | Grod              |
| Adel Hammoud           | Vorn              |
| Tony Montanaro         | Zoug              |
| Mike Muscat            | Dorv              |
| John Wardlow           | Droog             |
| Keith Wardlow          | Crug              |
| Karen Elizabeth Austin | Aba               |
| Barbara Duncan         | Uka               |
| Gloria Lee             | Oga               |
| Bart, o Urso           | Urso das cavernas |